# NGC 7375
NGC 7375 is een spiraalvormig sterrenstelsel in het sterrenbeeld Pegasus. Het hemelobject werd op 2 september 1886 ontdekt door de Amerikaanse astronoom Lewis A. Swift.

## Synoniemen
- MCG 3-58-3
- ZWG 453.7
- NPM1G +20.0583
- PGC 69695